# Caratê nos Jogos Sul-Americanos de 2018
As competições de caratê nos Jogos Sul-Americanos de 2018 ocorreram entre 27 e 29 de maio em um total de 12 eventos. As competições aconteceram no Coliseo Suramericano, localizado em Cochabamba, Bolívia.
O evento foi qualificatório para os Jogos Pan-Americanos de 2019, em Lima, Peru, onde os dois primeiros colocados em cada categoria obtiveram as vagas.

## Calendário
| Maio / Junho | 26 | 27 | 28 | 29 | 30 | 31 | 1 | 2 | 3 | 4 | 5 | 6 | 7 | 8 |
| ------------ | -- | -- | -- | -- | -- | -- | - | - | - | - | - | - | - | - |
| Caratê       |    | 4  | 4  | 4  |    |    |   |   |   |   |   |   |   |   |

|  | Dia de competição |  | Dia de final |

## Medalhistas

### Masculino
| Evento                   | Ouro                                 | Prata                          | Bronze                                                      |
| ------------------------ | ------------------------------------ | ------------------------------ | ----------------------------------------------------------- |
| Kata individual detalhes | Antonio Díaz Fernández VEN Venezuela | Héctor Cención PAN Panamá      | Mariano Wong PER Peru Walter Carrizo ARG Argentina          |
| Até 60 kg detalhes       | Daiver Larrosa URU Uruguai           | Jovanni Martínez VEN Venezuela | Andrés Rendón COL Colômbia Agustín Farah ARG Argentina      |
| Até 67 kg detalhes       | Andrés Madera VEN Venezuela          | Vinicius Figueira BRA Brasil   | Camilo Velozo CHI Chile José Ramírez Gutiérrez COL Colômbia |
| Até 75 kg detalhes       | Juan Landazuri COL Colômbia          | Hernani Veríssimo BRA Brasil   | José Valdivia PER Peru Jhosed Ortuño VEN Venezuela          |
| Até 84 kg detalhes       | Freddy Valera VEN Venezuela          | Israel Aco PER Peru            | Esteban Espinoza ECU Equador Mohamed Dames BOL Bolívia      |
| Mais de 84 kg detalhes   | Rodrigo Rojas CHI Chile              | Diego Lenis COL Colômbia       | Franklin Mina ECU Equador Germán Pérez ARG Argentina        |

### Feminino
| Evento                   | Ouro                          | Prata                           | Bronze                                                    |
| ------------------------ | ----------------------------- | ------------------------------- | --------------------------------------------------------- |
| Kata individual detalhes | Ingrid Aranda PER Peru        | Valerya Hernández VEN Venezuela | Nicole Mota BRA Brasil Cristina Orbe ECU Equador          |
| Até 50 kg detalhes       | Yamila Benítez ARG Argentina  | Leyla Servín PAR Paraguai       | Giovanna Feroldi BRA Brasil Aurimer Campos VEN Venezuela  |
| Até 55 kg detalhes       | Valéria Kumizaki BRA Brasil   | Bárbara Pérez VEN Venezuela     | Tihare Astudillo CHI Chile Hiromi Sánchez PER Peru        |
| Até 61 kg detalhes       | Jacqueline Factos ECU Equador | Alexandra Grande PER Peru       | Érica dos Santos BRA Brasil Carolina Videla CHI Chile     |
| Até 68 kg detalhes       | Marianth Cuervo VEN Venezuela | Susana Li Zhang CHI Chile       | Gabrielle Sepe BRA Brasil Milagros Alfaro PER Peru        |
| Mais de 68 kg detalhes   | Isabel Aco PER Peru           | Valeria Echever ECU Equador     | Shanee Torres COL Colômbia Valentina Castro ARG Argentina |

## Quadro de medalhas
| Ordem | País          | Medalha de ouro | Medalha de prata | Medalha de bronze | Total | Ordem por total |
| ----- | ------------- | --------------- | ---------------- | ----------------- | ----- | --------------- |
| 1     | VEN Venezuela | 4               | 3                | 2                 | 9     | 1               |
| 2     | PER Peru      | 2               | 2                | 4                 | 8     | 2               |
| 3     | BRA Brasil    | 1               | 2                | 4                 | 7     | 3               |
| 4     | CHI Chile     | 1               | 1                | 3                 | 5     | 4               |
|       | COL Colômbia  | 1               | 1                | 3                 | 5     | 4               |
|       | ECU Equador   | 1               | 1                | 3                 | 5     | 4               |
| 7     | ARG Argentina | 1               |                  | 4                 | 5     | 4               |
| 8     | URU Uruguai   | 1               |                  |                   | 1     | 8               |
| 9     | PAN Panamá    |                 | 1                |                   | 1     | 8               |
|       | PAR Paraguai  |                 | 1                |                   | 1     | 8               |
| 11    | BOL Bolívia   |                 |                  | 1                 | 1     | 8               |
| TOTAL | TOTAL         | 12              | 12               | 24                | 48    | —               |